# Ouladnailla
Ouladnailla es un género de foraminífero bentónico considerado como nomen nudum e invalidado, aunque también considerado un sinónimo posterior de Pseudorhapydionina de la subfamilia Praerhapydionininae, de la familia Soritidae, de la superfamilia Soritoidea, del suborden Miliolina y del orden Miliolida. Su rango cronoestratigráfico abarcaba el Cretácico superior.

## Clasificación
En Ouladnailla no se ha considerado ninguna especie.